# Progressione del record mondiale del decathlon femminile

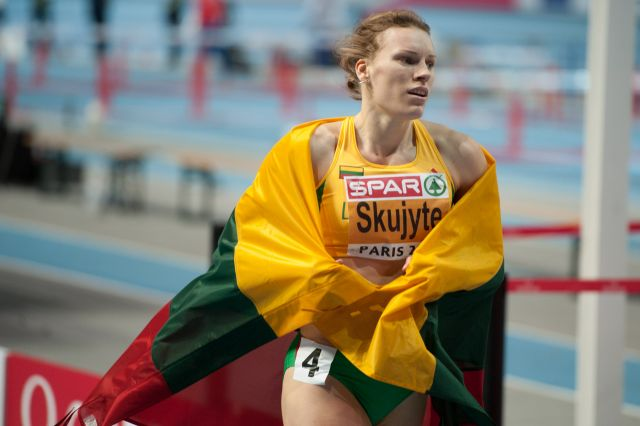
Austra Skujytė, detentrice del record mondiale della specialità

La voce seguente illustra la progressione del record mondiale del decathlon femminile di atletica leggera.
Il primo record mondiale femminile venne riconosciuto dalla federazione internazionale di atletica leggera nel 2004. Ad oggi, la World Athletics ha ratificato ufficialmente 2 record mondiali di specialità.

## Progressione
| Punti | Atleta            | Nazione  | Luogo                 | Data              | Note |
| ----- | ----------------- | -------- | --------------------- | ----------------- | ---- |
| 8 150 | Marie Collonvillé | Francia  | Talence, Francia      | 26 settembre 2004 |      |
| 8 358 | Austra Skujytė    | Lituania | Columbia, Stati Uniti | 15 aprile 2005    |      |